# バスケットボール女子日本リーグ
一般社団法人バスケットボール女子日本リーグ（英: Women's Japan Basketball League）は、日本の女子社会人トップリーグである「Wリーグ（W LEAGUE）」を管轄する組織。バスケットボールの普及と振興を目的としている。

## 概要

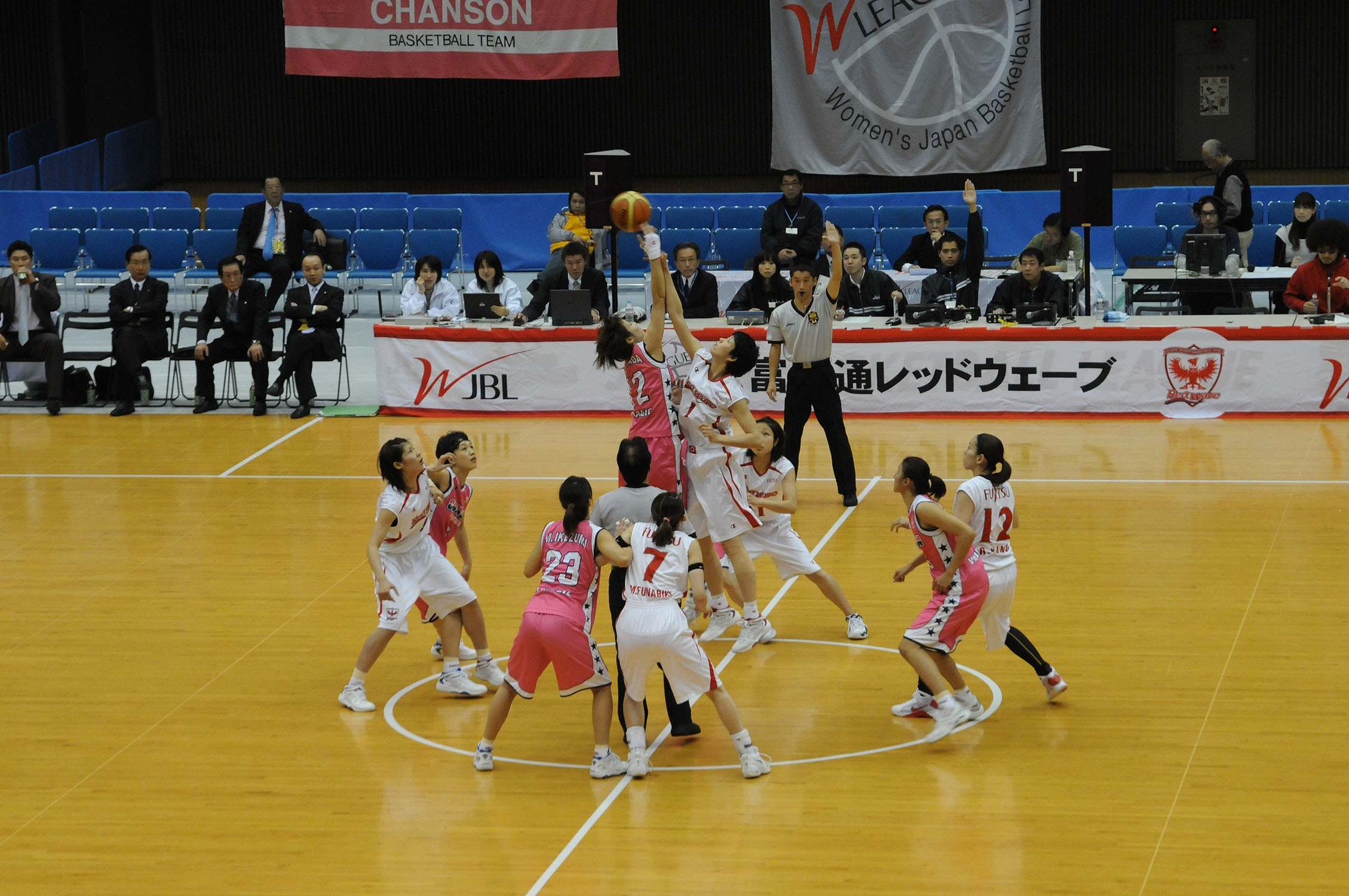
WJBL 08-09レギュラーリーグ、富士通対シャンソン、ティップオフ。とどろきアリーナ。

1967年に日本バスケットボール協会が主催した「バスケットボール日本リーグ」の女子の部として設立されたのが前身で、1996年にはバスケットボール日本リーグ機構（JBL）に主催を移行。更に1998年から男女共同運営から独立して女子のリーグを専門に扱う主催団体「バスケットボール女子日本リーグ機構」として設立された。翌1999年より1部リーグを「Wリーグ」、2部リーグを「W1リーグ（「WIリーグ」とも称する）」に改称した。
1980年代以降、日本の女子バスケットボールリーグはシャンソン化粧品とJOMO（ジャパンエナジー、旧：共同石油、現：ENEOS）の2強時代が長らく続き、リーグ戦、並びに全日本選手権ともに必ずこの2チームがタイトル争いを繰り広げいた。中でも1990年代はシャンソンの独擅場でリーグ戦、全日本との2冠を10年連続で続ける快挙を成し遂げた。ところが2000年代に入りJOMOが盛り返し、2000年度～2003年度にかけて4年連続で2冠を達成している。その間、富士通や日本航空も力をつけていたが順位的には上位2チームはJOMOかシャンソンであり2チームの間で順位が入れ替わった以外の違いはなかった。しかし、2004年になると順位においても2強体勢は崩れ、2007-08シーズンは富士通の初優勝により18年間に及んだ2強時代は終焉を告げた。
チームの休部・廃部が相次いでいることを踏まえ、2部に当たるW1リーグは2011-12年度のシーズンを最後に廃止とし、2012-13シーズンからは1部のWリーグ（12チーム）のみで行われているが、戦力差の拡大により、上位と下位の戦績の差はより広がっており、この改編から数年経ってもこの問題は解消されていない。なお2017年に「日本社会人バスケットボール連盟」が創設された際、将来的な下部リーグの復活や入れ替え制度の導入を検討している。
2015年、実業家の斎藤聖美が新会長就任。
2016年6月、組織名から「機構」が外れ「バスケットボール女子日本リーグ」に改称。W1リーグが廃止されてから、「WJBL」と「Wリーグ」の言葉の使い分けが不明瞭であったが、2017-18シーズンあたりから、運営する機構がWJBLで、チームが戦う場はWリーグということが明確になり、「Wリーグプレイオフ」「Wリーグオールスター」「Wリーグサマーリーグ」などに統一された。
2008-09シーズンから2018-19シーズンまでJX-ENEOS(JOMO)が11連覇を達成。2019-20シーズンの新型コロナウイルスによるシーズン途中終了(優勝チームなし)を経て、2020-21シーズンにトヨタ自動車がその連覇を止め、新時代に突入。
2021年6月、映画監督の河瀨直美が新会長に就任。
2023年6月、元ジャパンエナジー選手の原田裕花が会長に就任。
2024-25シーズンより13シーズンぶりに2部制を復活させ、1部「プレミア」に8チーム、2部「フューチャー」に6チームを予定。また、大樹生命保険とタイトルパートナー契約を結び、「大樹生命 Wリーグ」の名称でリーグ戦を行う。新規参入は2025-26シーズンより順次フューチャーに加わる。

## 年間スケジュール
リーグ戦日程は国際大会のスケジュール次第で若干変更あり
- ユナイテッドカップ

グループステージ（9月中旬頃）
ファイナルステージ（2月上旬頃）
- リーグ戦

Wリーグレギュラーシーズン（10月中旬頃～3月中旬）
Wリーグプレーオフ・セミファイナル～ファイナル（4月上旬～4月中旬）
オールスター（4月下旬頃）
- 皇后杯全日本バスケットボール選手権大会

1月（2020年までは12月上旬～中旬に開催されていた）
- サマーキャンプ

7月中旬

## チーム一覧
2025-26シーズン
| 地域   | チーム名                                                                      | 略称             | カテゴリ     | 運営形態   | ホームタウン （ホームタウンゲームの会場）           | 開催権 | 加盟年度 | 備考                                           |
| ------ | ----------------------------------------------------------------------------- | ---------------- | ------------ | ---------- | --------------------------------------------------- | ------ | -------- | ---------------------------------------------- |
| 東北   | プレステージ・インターナショナル アランマーレ Prestige International Aranmare | アランマーレ秋田 | フューチャー | 企業チーム | 秋田県秋田市 （CNAアリーナ★あきた）                 | 有     | 2021-22  |                                                |
| 関東   | 日立ハイテク クーガーズ Hitachi High-Tech Cougars                             | 日立ハイテク     | フューチャー | 企業チーム | 茨城県ひたちなか市 （ひたちなか市総合体育館）       | 無     | 1999-00  | 日立ハイテクノロジーズ スクァレルズより改称    |
| 関東   | ENEOSサンフラワーズ ENEOS Sunflowers                                          | ENEOS            | プレミア     | 企業チーム | 千葉県柏市 （柏市中央体育館）                       | 無     | 1999-00  | （ジャパンエナジー→JOMO→JX）JX-ENEOSより改称   |
| 関東   | 東京羽田ヴィッキーズ Tokyo Haneda Vickies                                     | 東京羽田         | プレミア     | クラブ     | 東京都大田区 （大田区総合体育館）                   | 有     | 2001-02  | 荏原製作所エバラヴィッキーズより運営変更、改称 |
| 関東   | SMBC東京ソルーア SMBC Tokyo Solua                                             | SMBC             | フューチャー | 企業チーム | 東京都千代田区                                      | 無     | 2025-26  |                                                |
| 関東   | 富士通レッドウェーブ FUJITSU Redwave                                          | 富士通           | プレミア     | 企業チーム | 神奈川県川崎市 （川崎市とどろきアリーナなど）       | 無     | 1999-00  |                                                |
| 甲信越 | 新潟アルビレックスBBラビッツ Niigata Albirex BB Rabbits                       | 新潟             | フューチャー | クラブ     | 新潟県新潟市 （東総合スポーツセンター）             | 有     | 2011-12  | 日本航空JALラビッツより譲渡                    |
| 甲信越 | 山梨クィーンビーズ Yamanashi Qeenbees                                         | 山梨QB           | フューチャー | クラブ     | 山梨県甲斐市 （鐘山スポーツセンター総合体育館など） | 有     | 1999-00  | 甲府クィーンビーズより改称                     |
| 東海   | シャンソン化粧品シャンソンVマジック Chanson V-Magic                           | シャンソン       | プレミア     | 企業チーム | 静岡県静岡市 （静岡市中央体育館）                   | 無     | 1999-00  |                                                |
| 東海   | トヨタ自動車アンテロープス TOYOTA Antelopes                                   | トヨタ自動車     | プレミア     | 企業チーム | 愛知県名古屋市                                      | 無     | 1999-00  |                                                |
| 東海   | 三菱電機コアラーズ MITSUBISHI ELECTRIC Koalas                                 | 三菱電機         | フューチャー | 企業チーム | 愛知県名古屋市                                      | 無     | 1999-00  |                                                |
| 東海   | デンソーアイリス DENSO Iris                                                   | デンソー         | プレミア     | 企業チーム | 愛知県刈谷市 （ウィングアリーナ刈谷）               | 無     | 1999-00  |                                                |
| 東海   | トヨタ紡織サンシャインラビッツ TOYOTA BOSHOKU Sunshine Rabbits                | トヨタ紡織       | プレミア     | 企業チーム | 愛知県刈谷市 （ウィングアリーナ刈谷）               | 無     | 2004-05  |                                                |
| 東海   | アイシン ウィングス AISIN Wings                                               | アイシン         | プレミア     | 企業チーム | 愛知県安城市 （東祥アリーナ安城）                   | 無     | 2000-01  | アイシン・エィ・ダブリュ ウィングスより改称    |
| 近畿   | 姫路イーグレッツ Himeji Egrets                                                | 姫路             | フューチャー | クラブ     | 兵庫県姫路市 （ヴィクトリーナ・ウインク体育館）     | 有     | 2022-23  |                                                |

### 過去の参加チーム

#### Wリーグ
| チーム名                         | ホームタウン   | 参加年度 | 備考                                                     |
| -------------------------------- | -------------- | -------- | -------------------------------------------------------- |
| 三洋電機サンシャインズ           | 大阪府守口市   | 1999-00  |                                                          |
| 富士銀行ダイナミクス             | 東京都江戸川区 | 1999-00  |                                                          |
| 東京三菱銀行ゴールデンイーグルス | 東京都世田谷区 | 1999-00  |                                                          |
| 東北電力ジャックサンダース       | 宮城県仙台市   | 2000-01  |                                                          |
| 第一勧業銀行DKBハーティーズ      | 東京都目黒区   | 2000-01  |                                                          |
| 三井生命ファルコンズ             | 千葉県柏市     | 2001-02  |                                                          |
| 日立戸塚レパード                 | 神奈川県横浜市 | 2001-02  |                                                          |
| 広島銀行ブルーフレイムズ         | 広島県広島市   | 2002-03  |                                                          |
| 日本航空JALラビッツ              | 東京都品川区   | 2010-11  | 現:新潟アルビレックスBBラビッツ                          |
| ビッグブルー東京                 | 東京都練馬区   | 2011-12  | 東京海上日動ビッグブルーとして関東実業団リーグ所属後廃部 |

#### 旧日本リーグ時代
- ユニチカ宇治女子バスケットボール部
- 日本通運ディアーズ
- 日本興業銀行キューピーズ
- 東芝レオスパークルズ
- ユニチカ・フェニックス
- 大和証券女子バスケットボール部
- 積水化学リベルテ
- 鷺宮製作所ウィングス
- NECパープルロケッツ
- 日立甲府バスケットボール部（現:山梨クィーンビーズ）

## リーグ戦方式

### 現行方式
2024-25年シーズンの2023-24年シーズンの成績により配属先が決まり、上位8クラブが「Wリーグプレミア（1部）」、下位6クラブは「Wリーグフューチャー（2部）」となった。
Wプレミア・レギュラーシーズン
- 8チームによるホーム・アンド・アウェーを基本とした4回総当たり（チーム当たり28試合・合計112試合）。
- 8位は翌シーズンWフューチャーへ自動降格、7位は入替戦へ。

Wプレミア・プレーオフ
- 全8チーム・28試合の総当たりリーグ終了後上位4チームがプレーオフ進出。
- セミファイナル（準決勝） 1位対4位、2位対3位の3戦2勝制
- ファイナル（決勝）　セミファイナル勝者2チームの3戦2勝制

Wフューチャー・レギュラーシーズン
- 6チームによるホーム・アンド・アウェーを基本とした5回総当たり（チーム当たり25試合・合計75試合）。
- 1位は翌シーズンWPプレミアへ自動昇格、2位は入替戦へ。

入替戦
- 3戦2勝制
- 勝者が翌シーズンWプレミアへ、敗者はWフューチャーへ。

### 過去の方式
2022ｰ23年シーズンは14チーム参加によるリーグ戦を、2019ｰ20年シーズン以来3年ぶりに、Wリーグが指定した各都道府県で行う。開幕節の代々木第2体育館、並びにプレーオフの各試合はWリーグの直接主管、そのほかの試合は原則として参加各クラブか、開催する市区町村や都道府県バスケットボール協会の主管/主催で行われる。
レギュラーシーズン
- 14チームによるホーム・アンド・アウェーを基本とした2回総当たり・26試合制。

プレーオフ
- 全14チーム・26試合の総当たりリーグ終了後上位8チームがプレーオフ進出。
- セミクォーターファイナル・クォーターファイナル（1週目）は新潟市東総合スポーツセンター、セミファイナル・ファイナル（2・3週目）は武蔵野の森総合スポーツプラザでの1か所集中開催とする。
- セミクォーターファイナル（1回戦） (a)5位対8位、(b)6位対7位による各1試合制
- クォーターファイナル（準々決勝） (1)(a)の勝者対4位、(2)(b)の勝者対3位による各1試合制
- セミファイナル（準決勝） (3)(1)の勝者対1位、(4)(2)の勝者対2位の3戦2勝制
- ファイナル（決勝）　(3)の勝者対(4)の勝者の3戦2勝制

2021-22シーズンは全チーム総当たり制に戻されるが、新型コロナウイルス感染対策として東京羽田、山梨、新潟、プレステージの4チームは各クラブ、他チームはリーグそれぞれの主管となり会場数を最小した。
レギュラーシーズン
- 13チームによる2回戦総当り制

プレーオフ
- 全13チーム・24試合の総当たりリーグ終了後（ただしコロナ感染症の影響などにより4試合中止・不成立、1試合没収試合）上位8チームがプレーオフ進出。
- セミクォーターファイナル・クォーターファイナル（1週目）はトッケイセキュリティ平塚総合体育館、セミファイナル・ファイナル（2・3週目）は国立代々木競技場（セミファイナル：第2体育館、ファイナル：第1体育館）での1か所集中開催とする。
- セミクォーターファイナル（1回戦） (a)5位対8位、(b)6位対7位による各1試合制
- クォーターファイナル（準々決勝） (1)(a)の勝者対4位、(2)(b)の勝者対3位による各1試合制
- セミファイナル（準決勝） (3)(1)の勝者対1位、(4)(2)の勝者対2位の3戦2勝制
- ファイナル（決勝）　(3)の勝者対(4)の勝者の3戦2勝制
- 順位の決定方法は1・2位はファイナルの成績により決定、3・4位はセミファイナル、5・6位はクォーターファイナル、7・8位はセミクォーターファイナルのそれそれの敗者のうち、レギュラーシーズンの成績上位のチームを上の順位と見なす。9位以下はレギュラーシーズンの結果がそのまま順位となる。

2020-21シーズンは新型コロナウィルス感染拡大の影響により当初予定していたレギュレーションが変更された。移動を減らすため東西カンファレンズ制が導入され、レギュラーシーズンはすべてリーグ主管の中立試合（1会場集中開催）でカンファレンス内対戦のみとした。
レギュラーシーズン
- 東西6チームによる4回戦総当り制

プレーオフ
プレーオフはレギュラーシーズン東西各上位4チームによるノックアウトトーナメントで行われる。
クォーターファイナル（準々決勝）
セミファイナル（準決勝）
- 組み合わせはシーズン1位対4位、2位対3位

3位決定戦
ファイナル（決勝）
2018-19シーズンから2019-20シーズンまで
レギュラーシーズン
- 12チームによる2回戦総当り制

プレーオフ
プレーオフはレギュラーシーズン上位8チームによるステップラダートーナメントで行われる。
セミクォーターファイナル
- 組み合わせはシーズン5位対8位、6位対7位

クォーターファイナル（準々決勝）
- 組み合わせはシーズン3位、4位とSQF勝者

セミファイナル（準決勝）
- 組み合わせはシーズン1位、2位とQF勝者

ファイナル（決勝）
Wリーグオールスター
2017-18シーズン
レギュラーシーズン
- 12チームによる3回戦総当り制

プレーオフ
プレーオフはレギュラーシーズン上位8チームによるノックアウトトーナメントで行われる。
クォーターファイナル（準々決勝）
セミファイナル（準決勝）
- 組み合わせはシーズン1位対4位、2位対3位

3位決定戦
ファイナル（決勝）
WJBLオールスター
2015-16シーズンと2016-17シーズン
レギュラーシーズン
1次ラウンド
- 全チームによる2回戦総当り制

2次ラウンド
- 上位5チームと下位6チームがそれぞれ1回戦総当たり。

プレーオフ
プレーオフは3段階で行われる。
クォーターファイナル（準々決勝）
- 2次ラウンド（勝敗はレギュラーシーズンからの通算）上位8チームに3戦2先勝方式

セミファイナル（準決勝）
- 3戦2先勝方式
  - 組み合わせはシーズン1位対4位、2位対3位

ファイナル（決勝）
- セミファイナル勝者2チームによる5戦3先勝方式

2013-14シーズンはアジア選手権のため例年より遅い11月開幕。よってプレーオフはファーストラウンドが廃止され、Wリーグ史上初の4月開催となる。
レギュラーシーズン（1次リーグ）
- 12チームによる2回戦総当り制

プレーオフ
プレーオフは2段階で行われた。
セミファイナル（準決勝）
- ファーストラウンド（勝敗はレギュラーシーズンからの通算）上位4チームによる3戦2先勝方式
  - 組み合わせはシーズン1位対4位、2位対3位

ファイナル（決勝）
- セミファイナル勝者2チームによる5戦3先勝方式

優勝チームはアジアWチャンピオンシップに進出。
2012-13シーズン。
レギュラーシーズン（1次リーグ）
- 12チームによる2回戦総当り制

プレーオフ
プレーオフは3段階で行われた。
ファーストラウンド（2次リーグ）
- レギュラーシーズン上位8チームによる1回戦総当り制

セミファイナル（準決勝）
ファイナル（決勝）
2011-12シーズンまでは2部制であったため、以下の方式が採用された。
- Wリーグ：8チームによる4回戦総当たり制のレギュラーリーグと上位4チームによるプレーオフ

（セミファイナル：3戦2先勝方式、ファイナル：5戦3先勝方式）
- W1リーグ：5チームによる4回戦総当たり制リーグ
- Wリーグの最下位チームとW1リーグの優勝チームが入れ替え戦を実施する。（3戦2先勝方式）
- 2008年までWリーグ優勝チームは韓国女子バスケットボールリーグ（通称：WKBL）の優勝チームとの日韓Wリーグチャンピオンシップ（ホーム&アウェー）に進出していた。
- 全日本総合バスケットボール選手権大会（オールジャパン）出場権はWリーグ全チームとW1リーグ前半戦終了時点での上位4チームに与えられる。

日本協会主催時代の1988年からの4シーズンはカシオペア・アンドロメダの2ディビジョン制を採用していた（男子も同年から2ディビジョン制を敷いたが、そちらはJBLプレスーパーリーグ移行まで続いた）。1992年以後は12チームの2回総当りの予選の後、上位6チームが更に2回総当りのセミファイナル（準決勝リーグ）を行い、そこで更に2チームに絞って決勝を争うという方式があった。
また、2002年まではオールスターゲームも開催され、日本リーグ機構主催時代までは男女併催、WJBL発足後はリーグ戦終了後にファン感謝デーのプログラムとして行われていた。
2016年に14年振りにオールスターが開催された。

## 競技ルール
- 全公式試合において、国際バスケットボール連盟（FIBA）競技規則を採用。
- 審判員は3人制。かつてのW1リーグは2人制であった。
- オンザコートは「外国籍1名+帰化選手1名」。

## 選手登録
- リーグ登録選手は1チーム10名以上16名以内[19]。
- 日本リーグ時代の1992年シーズンまで外国籍選手の出場が認められていたが、日本人選手育成の観点から長らくは外国籍選手の登録は認められていなかった。
  - ただし、外国出身で日本に帰化した選手はこの限りではない。また2003年以後、留学等により日本の学校教育法に基づく学校に一定期間在籍していた選手も日本人と同等の扱いとみなすことになった。さらに2009年より、1チームにつき1人を上限に国籍変更申請中の外国出身選手の保有、登録を認める。選手登録は、2010年以降となる。
  - 2017年オフより日本在留5年以上かつWJBL理事会より承認を得た場合に限り外国籍選手の登録を1チーム2名まで認める。
  - 2025-26シーズンからは競技力向上と世界基準への引き上げを大きな目的として日本在留5年以上の条件を撤廃し、33シーズンぶりに外国籍登録全面解禁となる予定[20][21]。外国籍選手を「A登録外国籍選手（A外国籍）」と「B登録外国籍選手（B外国籍）」に区分し、B外国籍は「日本における3年以上の就学実績があり、卒業後直ちに選手登録を希望する者」とする[22]。一方で「満16歳を超えてから帰化した選手」は原則として「帰化選手」と定義し、1チームにつき1名までの登録を認める。ただし、帰化前に「見なし日本人選手」として登録されていた選手は帰化後も日本人扱いとなり「帰化選手」には数えられない。
- 移籍はシーズン終了後にのみ認められる。また、前所属チームとの登録抹消及び移籍承諾書提出が必要となる。
- 登録期限はシーズン終了後から5月の本登録（一次エントリー）と8月の追加登録（二次エントリー）の2段階制（2015年オフより）[16]。2014年オフまでは5月最終締め切りだった。
- 2016-17シーズンからはアーリーエントリーも認められる[23]。2次ラウンド以降に大学または高等学校（2018年より追加[24]）卒業見込者を対象に登録する制度である。
- 2017-18シーズンより海外でのプレーを目指して渡航中の選手のうち、WJBL理事会が認めた選手を「特例選手」とし、二次エントリー締切日を過ぎても、特例選手帰国後に元所属による再登録申請を認める。2025-26シーズンからは前年度にJBA登録実績がない選手に限り、「レギュラーシーズン三分の二の期間が経過するまで」追加登録が可能[22]。

## 歴代大会結果

### 日本リーグ
| 回（年）        | 日本リーグ1部          | 日本リーグ1部  |                       | 日本リーグ2部 |
| 回（年）        | 優勝                   | MVP            | 優勝                  |               |
| --------------- | ---------------------- | -------------- | --------------------- | ------------- |
| 第1回(1967-'68) | ニチボー平野（1）      |                |                       |               |
| 第2回('68-'69)  | ニチボー平野（2）      |                |                       |               |
| 第3回('69-'70)  | ユニチカ山崎（1）      |                |                       |               |
| 第4回('70-'71)  | ユニチカ山崎（2）      | 脇田代喜美     |                       |               |
| 第5回('71-'72)  | ユニチカ山崎（3）      | 熊谷栄子       | 日本通運（1）         |               |
| 第6回('72-'73)  | ユニチカ山崎（4）      | 脇田代喜美     | シャンソン化粧品（1） |               |
| 第7回('73-'74)  | ユニチカ山崎（5）      | 脇田代喜美     | 日本通運（2）         |               |
| 第8回('74-'75)  | 第一勧業銀行（1）      | 佐竹美佐子     | シャンソン化粧品（2） |               |
| 第9回('75-'76)  | 日立戸塚（1）          | 大塚宮子       | 共同石油（1）         |               |
| 第10回('76-'77) | 日立戸塚（2）          | 大塚宮子       | シャンソン化粧品（3） |               |
| 第11回('77-'78) | ユニチカ（6）          | 松岡美保       | 三菱電機（1）         |               |
| 第12回('78-'79) | 共同石油（1）          | 鈴木紀子       | 三井生命（1）         |               |
| 第13回('79-'80) | 共同石油（2）          | 鈴木紀子       | 東京芝浦電気（1）     |               |
| 第14回('80-'81) | 第一勧業銀行（2）      | 中川弘子       | 日立甲府（1）         |               |
| 第15回('81-'82) | 共同石油（3）          | 竹山とよ子     | 日本通運（3）         |               |
| 第16回('82-'83) | シャンソン化粧品（1）  | 大山春美       | 日本通運（4）         |               |
| 第17回('83-'84) | シャンソン化粧品（2）  | アン・ドノバン | 三井生命（2）         |               |
| 第18回('84-'85) | 共同石油（4）          | 豊田恭英子     | 日本電気（1）         |               |
| 第19回('85-'86) | シャンソン化粧品（3）  | 久保田久美     | 三井生命（3）         |               |
| 第20回('86-'87) | シャンソン化粧品（4）  | アン・ドノバン | 日本電気（2）         |               |
| 第21回('87-'88) | 共同石油（5）          | 原田五月       | 三井生命（4）         |               |
| 第22回('88-'89) | 東芝（1）              | 佐藤香代子     | 日本航空（1）         |               |
| 第23回('89-'90) | 共同石油（6）          | 原田五月       | 第一勧業銀行（1）     |               |
| 第24回('90-'91) | シャンソン化粧品（5）  | 村上睦子       | 鷺宮製作所（1）       |               |
| 第25回('91-'92) | シャンソン化粧品（6）  | 村上睦子       | 鷺宮製作所（2）       |               |
| 第26回('92-'93) | シャンソン化粧品（7）  | 一乗アキ       | 積水化学（1）         |               |
| 第27回('93-'94) | シャンソン化粧品（8）  | 加藤貴子       | 日立戸塚（1）         |               |
| 第28回('94-'95) | シャンソン化粧品（9）  | 柿崎宏江       | 三洋電機（1）         |               |
| 第29回('95-'96) | シャンソン化粧品（10） | 一乗アキ       | ユニチカ（1）         |               |
| 第30回('96-'97) | シャンソン化粧品（11） | 村上睦子       | トヨタ自動車（1）     |               |
| 第31回('97-'98) | シャンソン化粧品（12） | 永田睦子       | 日本通運（5）         |               |
| 第32回('98-'99) | シャンソン化粧品（13） | 永田睦子       | 日立甲府（2）         |               |

### Wリーグ
| 回     | 年       | レギュラーシーズン           | レギュラーシーズン              | レギュラーシーズン | プレーオフ                      | プレーオフ                 | プレーオフ                 | プレーオフ |
| 回     | 年       | 1位                          | 1位                             | MVP                | 優勝                            | ファイナル                 | 準優勝                     | MVP        |
| ------ | -------- | ---------------------------- | ------------------------------- | ------------------ | ------------------------------- | -------------------------- | -------------------------- | ---------- |
| 第1回  | '99-2000 | シャンソン化粧品（14）       | シャンソン化粧品（14）          | 永田睦子           | シャンソン化粧品（14）          | 3 - 1                      | ジャパンエナジー           | 永田睦子   |
| 第2回  | '00-'01  | ジャパンエナジー（7）        | ジャパンエナジー（7）           | 濱口典子           | ジャパンエナジー（7）           | 3 - 1                      | シャンソン化粧品           | 濱口典子   |
| 第3回  | '01-'02  | ジャパンエナジー（8）        | ジャパンエナジー（8）           | 川上香穂里         | ジャパンエナジー（8）           | 3 - 2                      | シャンソン化粧品           | 濱口典子   |
| 第4回  | '02-'03  | ジャパンエナジー（9）        | ジャパンエナジー（9）           | 濱口典子           | ジャパンエナジー（9）           | 3 - 0                      | 日本航空                   | 大山妙子   |
| 第5回  | '03-'04  | ジャパンエナジー（10）       | ジャパンエナジー（10）          | 濱口典子           | ジャパンエナジー（10）          | 3 - 0                      | シャンソン化粧品           | 矢野良子   |
| 第6回  | '04-'05  | シャンソン化粧品（15）       | シャンソン化粧品（15）          | 薮内夏美           | シャンソン化粧品（15）          | 3 - 1                      | 日本航空                   | 永田睦子   |
| 第7回  | '05-'06  | シャンソン化粧品（16）       | シャンソン化粧品（16）          | 永田睦子           | シャンソン化粧品（16）          | 3 - 2                      | 日本航空                   | 永田睦子   |
| 第8回  | '06-'07  | 富士通（1）                  | 富士通（1）                     | 矢野良子           | JOMOサンフラワーズ（11）        | 3 - 2                      | 富士通                     | 大神雄子   |
| 第9回  | '07-'08  | JOMOサンフラワーズ（11）     | JOMOサンフラワーズ（11）        | 大神雄子           | 富士通（1）                     | 3 - 2                      | JOMOサンフラワーズ         | 矢野良子   |
| 第10回 | '08-'09  | トヨタ自動車（1）            | トヨタ自動車（1）               | 榊原紀子           | JOMOサンフラワーズ（12）        | 3 - 1                      | シャンソン化粧品           | 吉田亜沙美 |
| 第11回 | '09-'10  | トヨタ自動車（2）            | トヨタ自動車（2）               | 矢野良子           | JOMOサンフラワーズ（13）        | 3 - 0                      | トヨタ自動車               | 大神雄子   |
| 第12回 | '10-'11  | JXサンフラワーズ（12）       | JXサンフラワーズ（12）          | 渡嘉敷来夢         | JXサンフラワーズ（14）          | 中止                       | トヨタ自動車               | 該当なし   |
| 第13回 | '11-'12  | JXサンフラワーズ（13）       | JXサンフラワーズ（13）          | 吉田亜沙美         | JXサンフラワーズ（15）          | 3 - 1                      | トヨタ自動車               | 吉田亜沙美 |
| 第14回 | '12-'13  | JXサンフラワーズ（14）       | JXサンフラワーズ（14）          | 間宮佑圭           | JXサンフラワーズ（16）          | 3 - 1                      | トヨタ自動車               | 渡嘉敷来夢 |
| 第15回 | '13-'14  | JX-ENEOSサンフラワーズ（15） | JX-ENEOSサンフラワーズ（15）    | 髙田真希           | JX-ENEOSサンフラワーズ（17）    | 3 - 0                      | デンソーアイリス           | 間宮佑圭   |
| 第16回 | '14-'15  | JX-ENEOSサンフラワーズ（16） | JX-ENEOSサンフラワーズ（16）    | 渡嘉敷来夢         | JX-ENEOSサンフラワーズ（18）    | 3 - 0                      | 富士通                     | 渡嘉敷来夢 |
| 第17回 | '15-'16  | JX-ENEOSサンフラワーズ（17） | JX-ENEOSサンフラワーズ（17）    | 渡嘉敷来夢         | JX-ENEOSサンフラワーズ（19）    | 3 - 1                      | 富士通                     | 吉田亜沙美 |
| 第18回 | '16-'17  | JX-ENEOSサンフラワーズ（18） | JX-ENEOSサンフラワーズ（18）    | 渡嘉敷来夢         | JX-ENEOSサンフラワーズ（20）    | 3 - 0                      | トヨタ自動車               | 吉田亜沙美 |
| 第19回 | '17-'18  | JX-ENEOSサンフラワーズ（19） | JX-ENEOSサンフラワーズ（19）    | 渡嘉敷来夢         | JX-ENEOSサンフラワーズ（21）    | 71 - 59                    | デンソー                   | 吉田亜沙美 |
| 第20回 | '18-'19  | JX-ENEOSサンフラワーズ（20） | JX-ENEOSサンフラワーズ（20）    | 渡嘉敷来夢         | JX-ENEOSサンフラワーズ（22）    | 2 - 0                      | 三菱電機                   | 宮澤夕貴   |
| 第21回 | '19-'20  | JX-ENEOSサンフラワーズ（21） | JX-ENEOSサンフラワーズ（21）    | 渡嘉敷来夢         | 新型コロナ大流行のため中止      | 新型コロナ大流行のため中止 | 新型コロナ大流行のため中止 | 該当なし   |
| 第22回 | '20-'21  | 東地区                       | ENEOSサンフラワーズ（22）       | 岡本彩也花         | トヨタ自動車アンテロープス（1） | 2 - 0                      | ENEOSサンフラワーズ        | 安間志織   |
| 第22回 | '20-'21  | 西地区                       | トヨタ自動車アンテロープス（3） | 岡本彩也花         | トヨタ自動車アンテロープス（1） | 2 - 0                      | ENEOSサンフラワーズ        | 安間志織   |
| 第23回 | '21-'22  | JX-ENEOSサンフラワーズ（23） | JX-ENEOSサンフラワーズ（23）    | 渡嘉敷来夢         | トヨタ自動車アンテロープス（2） | 2 - 0                      | 富士通                     | 山本麻衣   |
| 第24回 | '22-'23  | デンソーアイリス（1）        | デンソーアイリス（1）           | 髙田真希           | ENEOSサンフラワーズ（23）       | 2 - 1                      | トヨタ自動車               | 渡嘉敷来夢 |
| 第25回 | '23-'24  | 富士通レッドウェーブ（2）    | 富士通レッドウェーブ（2）       | 髙田真希           | 富士通レッドウェーブ（2）       | 2 - 1                      | デンソーアイリス           | 宮澤夕貴   |
| 第26回 | '24-25   | 富士通レッドウェーブ（3）    | 富士通レッドウェーブ（3）       |                    | 富士通レッドウェーブ（3）       | 3 - 2                      | デンソーアイリス           | 町田瑠唯   |

### W1リーグ
| 回     | 年       | 優勝                                      |
| ------ | -------- | ----------------------------------------- |
| 第1回  | '99-2000 | 第一勧業銀行DKBハーティーズ（2）          |
| 第2回  | '00-'01  | 日立那珂スクァレルズ（1）☆                |
| 第3回  | '01-'02  | 富士通レッドウェーブ（1）☆                |
| 第4回  | '02-'03  | 甲府クィーンビーズ（1）                   |
| 第5回  | '03-'04  | アイシン・エィ・ダブリュ ウィングス（1）  |
| 第6回  | '04-'05  | 東京海上日動ビッグブルー（1）             |
| 第7回  | '05-'06  | アイシン・エィ・ダブリュ ウィングス（2）☆ |
| 第8回  | '06-'07  | 三菱電機コアラーズ（2）                   |
| 第9回  | '07-'08  | 三菱電機コアラーズ（3）                   |
| 第10回 | '08-'09  | 三菱電機コアラーズ（4）☆                  |
| 第11回 | '09-'10  | 日立ハイテククーガーズ（1）☆              |
| 第12回 | '10-'11  | 三菱電機コアラーズ（5）☆                  |
| 第13回 | '11-'12  | アイシン・エィ・ダブリュ ウィングス（3）  |

- W1リーグ☆印は入れ替え戦により翌シーズンWリーグに昇格。第1回W1リーグで1位となった第一勧業銀行DKBハーティーズはこのシーズンを最後に廃部となったため、この回2位だった日本航空JALラビッツが入れ替え戦に出場しWリーグに昇格。

## 歴代成績

### 女子1部リーグ(1967年〜1998年)
| 回 | 年度 | 1位              | 2位              | 3位              | 4位              | 5位            | 6位            | 7位            | 8位          | 9位          | 10位         | 11位         | 12位         |
| -- | ---- | ---------------- | ---------------- | ---------------- | ---------------- | -------------- | -------------- | -------------- | ------------ | ------------ | ------------ | ------------ | ------------ |
| 1  | 1967 | ニチボー平野     | 日本勧業銀行     | 日本興業銀行     | 三井生命         | 日本レイヨン   | 日本通運       | 三菱電機名古屋 | 東京芝浦電気 |              |              |              |              |
| 2  | 1968 | ニチボー平野     | 日本勧業銀行     | 日本レイヨン     | 東京芝浦電気     | 日本興業銀行   | 三井生命       | 三菱電機名古屋 | 日本通運     |              |              |              |              |
| 3  | 1969 | ユニチカ山崎     | ユニチカ宇治     | 日本勧業銀行     | 三菱電機名古屋   | 東京芝浦電気   | 日本通運       | 日本興業銀行   | 三井生命     |              |              |              |              |
| 4  | 1970 | ユニチカ山崎     | 三菱電機名古屋   | 日本勧業銀行     | ユニチカ宇治     | 日本通運       | 東京芝浦電気   |                |              |              |              |              |              |
| 5  | 1971 | ユニチカ山崎     | 第一勧業銀行     | 日立戸塚         | 三菱電機名古屋   | ユニチカ宇治   | 倉紡枚方       |                |              |              |              |              |              |
| 6  | 1972 | ユニチカ山崎     | 第一勧業銀行     | ユニチカ宇治     | 日立戸塚         | 三菱電機名古屋 | 倉紡枚方       |                |              |              |              |              |              |
| 7  | 1973 | ユニチカ山崎     | ユニチカ宇治     | 第一勧業銀行     | 三菱電機名古屋   | 日立戸塚       | 倉紡枚方       |                |              |              |              |              |              |
| 8  | 1974 | 第一勧業銀行     | ユニチカ山崎     | 日立戸塚         | ユニチカ宇治     | 三菱電機名古屋 | 日本通運       |                |              |              |              |              |              |
| 9  | 1975 | 日立戸塚         | ユニチカ山崎     | 第一勧業銀行     | 三菱電機名古屋   | ユニチカ宇治   | 日本通運       |                |              |              |              |              |              |
| 10 | 1976 | 日立戸塚         | ユニチカ山崎     | 共同石油         | 第一勧業銀行     | 日立甲府       | 三菱電機名古屋 |                |              |              |              |              |              |
| 11 | 1977 | ユニチカ         | 第一勧業銀行     | 共同石油         | シャンソン化粧品 | 日立甲府       | 日立戸塚       |                |              |              |              |              |              |
| 12 | 1978 | 共同石油         | ユニチカ         | 第一勧業銀行     | シャンソン化粧品 | 日立甲府       | 日立戸塚       |                |              |              |              |              |              |
| 13 | 1979 | 共同石油         | 第一勧業銀行     | ユニチカ         | シャンソン化粧品 | 日立戸塚       | 日立甲府       |                |              |              |              |              |              |
| 14 | 1980 | 第一勧業銀行     | 共同石油         | ユニチカ         | シャンソン化粧品 | 東京芝浦電気   | 日立戸塚       |                |              |              |              |              |              |
| 15 | 1981 | 共同石油         | シャンソン化粧品 | 第一勧業銀行     | ユニチカ         | 日立戸塚       | 東京芝浦電気   |                |              |              |              |              |              |
| 16 | 1982 | シャンソン化粧品 | 共同石油         | 東京芝浦電気     | 第一勧業銀行     | ユニチカ       | 日立戸塚       |                |              |              |              |              |              |
| 17 | 1983 | シャンソン化粧品 | 共同石油         | 東京芝浦電気     | 日立戸塚         | 第一勧業銀行   | ユニチカ       |                |              |              |              |              |              |
| 18 | 1984 | 共同石油         | シャンソン化粧品 | 東芝             | ユニチカ         | 日立戸塚       | 第一勧業銀行   | 日本通運       | 三井生命     |              |              |              |              |
| 19 | 1985 | シャンソン化粧品 | 東芝             | 共同石油         | 日立戸塚         | ユニチカ       | 第一勧業銀行   | 日本電気       | 日本通運     |              |              |              |              |
| 20 | 1986 | シャンソン化粧品 | 東芝             | 日立戸塚         | 共同石油         | ユニチカ       | 第一勧業銀行   | 日本通運       | 日本航空     |              |              |              |              |
| 21 | 1987 | 共同石油         | シャンソン化粧品 | 東芝             | 日本電気         | 日本通運       | 日立戸塚       | 第一勧業銀行   | ユニチカ     |              |              |              |              |
| 22 | 1988 | 東芝             | 共同石油         | 日本電気         | シャンソン化粧品 | 日本通運       | 日立戸塚       | ユニチカ       | 三菱電機     | 三洋電機     | 三井生命     | 日立甲府     | 第一勧業銀行 |
| 23 | 1989 | 共同石油         | 日本電気         | シャンソン化粧品 | 東芝             | 三菱電機       | 日立戸塚       | 日本航空       | 三井生命     | 三洋電機     | 日本通運     | 日立甲府     | ユニチカ     |
| 24 | 1990 | シャンソン化粧品 | 共同石油         | 三洋電機         | 日立戸塚         | 日本電気       | 三菱電機       | 第一勧業銀行   | 日立甲府     | 三井生命     | 日本航空     | 東芝         | 日本通運     |
| 25 | 1991 | シャンソン化粧品 | 共同石油         | 三井生命         | 日本航空         | 三洋電機       | 日立甲府       | 東芝           | 日本通運     | 日本電気     | 三菱電機     | 日立戸塚     | 第一勧業銀行 |
| 26 | 1992 | シャンソン化粧品 | 日鉱共石         | 東芝             | 三菱電機         | 鷺宮製作所     | 三洋電機       | 日本航空       | 日立甲府     | NEC          | 三井生命     | 日本通運     | 日立戸塚     |
| 27 | 1993 | シャンソン化粧品 | ジャパンエナジー | 第一勧業銀行     | 積水化学         | 鷺宮製作所     | 日立甲府       | 東芝           | 三井生命     | 日本航空     | 三菱電機     | 三洋電機     | NEC          |
| 28 | 1994 | シャンソン化粧品 | ジャパンエナジー | 第一勧業銀行     | 積水化学         | 日立戸塚       | 日立甲府       | 日本電装       | 三井生命     | 三菱電機     | 東芝         | 日本航空     | 鷺宮製作所   |
| 29 | 1995 | シャンソン化粧品 | ジャパンエナジー | 日本電装         | 第一勧業銀行     | 積水化学       | 三井生命       | 三洋電機       | 三菱電機     | 日立戸塚     | 東芝         | 日立甲府     | 富士通       |
| 30 | 1996 | シャンソン化粧品 | ジャパンエナジー | デンソー         | 第一勧業銀行     | 三菱電機       | 東芝           | ユニチカ       | 三井生命     | 三洋電機     | 日立甲府     | 日立戸塚     | 積水化学     |
| 31 | 1997 | シャンソン化粧品 | ジャパンエナジー | ユニチカ         | 東芝             | デンソー       | 三井生命       | 三洋電機       | 三菱電機     | トヨタ自動車 | 第一勧業銀行 | 日立戸塚     | 日立甲府     |
| 32 | 1998 | シャンソン化粧品 | ジャパンエナジー | トヨタ自動車     | デンソー         | 三菱電機       | 日立戸塚       | 三井生命       | ユニチカ     | 富士通       | 三洋電機     | 第一勧業銀行 | 東芝         |

### 女子2部リーグ(1971年〜1998年)
| 回 | 年度 | 1位              | 2位              | 3位              | 4位            | 5位              | 6位            | 7位          | 8位          |
| -- | ---- | ---------------- | ---------------- | ---------------- | -------------- | ---------------- | -------------- | ------------ | ------------ |
| 1  | 1971 | 日本通運         | シャンソン化粧品 | 三井生命         | 日本興業銀行   | 安田生命         | 東京芝浦電気   |              |              |
| 2  | 1972 | シャンソン化粧品 | 安田生命         | 日本通運         | 三井生命       | 日本興業銀行     | 東京芝浦電気   |              |              |
| 3  | 1973 | 日本通運         | 三井生命         | シャンソン化粧品 | 東京芝浦電気   | 日立甲府         | 安田生命       |              |              |
| 4  | 1974 | シャンソン化粧品 | 共同石油         | 三井生命         | 東京芝浦電気   | 日本興業銀行     | 倉紡枚方       |              |              |
| 5  | 1975 | 共同石油         | 日立甲府         | 東京芝浦電気     | 三井生命       | シャンソン化粧品 | 東京海上       |              |              |
| 6  | 1976 | シャンソン化粧品 | 三井生命         | 東京芝浦電気     | 三菱重工長崎   | 日本通運         | 日立那珂       |              |              |
| 7  | 1977 | 三菱電機名古屋   | 東京芝浦電気     | 日本通運         | 三井生命       | 三菱重工長崎     | 東京海上       |              |              |
| 12 | 1978 | 三井生命         | 東京芝浦電気     | 三菱電機名古屋   | 三菱重工長崎   | 日本通運         | 東京海上       |              |              |
| 13 | 1979 | 東京芝浦電気     | 三菱電機名古屋   | 日本通運         | 三菱重工長崎   | 三井生命         | 東京海上       |              |              |
| 14 | 1980 | 日立甲府         | 日本通運         | 三井生命         | 三菱電機名古屋 | 三菱重工長崎     | 東京海上       |              |              |
| 15 | 1981 | 日本通運         | 日立甲府         | 三菱電機名古屋   | 三井生命       | 東京海上         | 日本電気       |              |              |
| 16 | 1982 | 日本通運         | 日立甲府         | 東京海上         | 三井生命       | 三菱電機名古屋   | 日本電気       |              |              |
| 17 | 1983 | 三井生命         | 日本通運         | 日立甲府         | 日本電気       | 三菱電機名古屋   | 三菱重工長崎   | 日立那珂     | 東京海上     |
| 18 | 1984 | 日本電気         | 三菱電機名古屋   | 日本興業銀行     | 日本航空       | 日立甲府         | 三菱重工長崎   | 日立那珂     | 東京海上     |
| 19 | 1985 | 三井生命         | 日本航空         | 日立甲府         | 三菱重工長崎   | 日本興業銀行     | 三菱電機名古屋 | 日本電装     | 日立那珂     |
| 20 | 1986 | 日本電気         | 三井生命         | 日立甲府         | 三菱重工長崎   | 日本興業銀行     | 三菱電機名古屋 | 日立那珂     | 日本電装     |
| 21 | 1987 | 三井生命         | 日立甲府         | 三菱電機名古屋   | 三洋電機       | 日本航空         | 日本興業銀行   | 三菱重工長崎 | 日立那珂     |
| 22 | 1988 | 日本航空         | 東芝名古屋       | 日本興業銀行     | トヨタ自動車   | 三菱重工長崎     | 日立那珂       |              |              |
| 23 | 1989 | 第一勧業銀行     | 富士通           | 鷺宮製作所       | 日本興業銀行   | トヨタ自動車     | 東芝名古屋     |              |              |
| 24 | 1990 | 鷺宮製作所       | ユニチカ         | 富士通           | 三菱電機名古屋 | 日本興業銀行     | 東芝名古屋     |              |              |
| 25 | 1991 | 鷺宮製作所       | ユニチカ         | 富士通           | 積水化学       | 日本電装         | 三菱重工長崎   |              |              |
| 26 | 1992 | 積水化学         | 第一勧業銀行     | 日本電装         | 富士通         | 大和證券         | トヨタ自動車   | ユニチカ     | 三菱重工長崎 |
| 27 | 1993 | 日立戸塚         | 日本電装         | 富士通           | 東京銀行       | 大和證券         | 日本通運       |              |              |
| 28 | 1994 | 三洋電機         | 富士通           | ユニチカ         | トヨタ自動車   | 東京銀行         | NEC            |              |              |
| 29 | 1995 | ユニチカ         | トヨタ自動車     | 日本航空         | 鷺宮製作所     | 東京銀行         | 日本興業銀行   |              |              |
| 30 | 1996 | トヨタ自動車     | 富士通           | NEC              | 東京三菱銀行   | 日本航空         | 鷺宮製作所     |              |              |
| 31 | 1997 | 富士通           | 日本通運         | 積水化学         | 日立那珂       | 東京三菱銀行     | 日本航空       |              |              |
| 32 | 1998 | 日立甲府         | 積水化学         | 日本通運         | 日立那珂       | 東京三菱銀行     | 富士銀行       |              |              |

## 通算成績
Wリーグ発足からでW1リーグを含む。WJBL 2023-24終了時点
三菱電機コアラーズのみ第1回日本リーグからずっと在籍している (2部を含む)

### レギュラーシーズン
- チーム名はWリーグプレミアに、チーム名はWリーグフューチャーに所属していることを表す。2024-25シーズン現在。また、赤数字はプロチームをそれぞれ表す

| 順 | クラブ名                                                                                       | 出 (計) | 出 (W/Wプ) | 出 (W1/Wフ) | 優 | 準 | 三 | 四 | 試  | 勝  | 敗  | 勝率 |
| -- | ---------------------------------------------------------------------------------------------- | ------- | ---------- | ----------- | -- | -- | -- | -- | --- | --- | --- | ---- |
| 1  | ジャパンエナジーJOMOサンフラワーズ/JXサンフラワーズ/JX-ENEOSサンフラワーズ/ENEOSサンフラワーズ | 25      | 25         | 0           | 17 | 4  | 1  | 2  | 628 | 536 | 92  | .854 |
| 2  | トヨタ自動車アンテロープ/トヨタ自動車アンテロープス                                            | 25      | 24         | 1           | 3  | 10 | 3  | 6  | 624 | 440 | 184 | .705 |
| 3  | 富士通レッドウェーブ                                                                           | 25      | 22         | 3           | 2  | 5  | 7  | 4  | 605 | 415 | 190 | .686 |
| 4  | シャンソン化粧品 シャンソンVマジック                                                           | 25      | 25         | 0           | 3  | 4  | 2  | 5  | 628 | 407 | 221 | .648 |
| 5  | デンソーアイリス                                                                               | 25      | 25         | 0           | 1  | 4  | 4  | 3  | 630 | 345 | 285 | .548 |
| 6  | 三菱電機コアラーズ                                                                             | 25      | 21         | 4           | 4  | 0  | 5  | 2  | 578 | 318 | 260 | .550 |
| 7  | トヨタ紡織サンシャインラビッツ                                                                 | 20      | 12         | 8           | 1  | 3  | 1  | 3  | 423 | 215 | 208 | .508 |
| 8  | アイシン・エィ・ダブリュ ウィングス/アイシン ウィングス                                        | 24      | 18         | 6           | 2  | 1  | 2  | 0  | 549 | 184 | 365 | .335 |
| 9  | 日立那珂スクァレルズ/日立ハイテクノロジーズスクァレルズ/日立ハイテク クーガーズ                | 25      | 21         | 4           | 2  | 1  | 1  | 0  | 580 | 182 | 398 | .314 |
| 10 | 日本航空JALラビッツ                                                                            | 12      | 11         | 1           | 0  | 3  | 2  | 3  | 287 | 165 | 122 | .575 |
| 11 | 荏原製作所エバラヴィッキーズ/エバラヴィッキーズ/羽田ヴィッキーズ/東京羽田ヴィッキーズ          | 23      | 12         | 11          | 0  | 2  | 1  | 6  | 457 | 143 | 314 | .313 |
| 12 | 甲府クィーンビーズ/山梨クィーンビーズ                                                          | 23      | 14         | 9           | 1  | 2  | 3  | 4  | 439 | 111 | 328 | .253 |
| 13 | 新潟アルビレックスBBラビッツ                                                                   | 13      | 13         | 0           | 0  | 0  | 0  | 0  | 335 | 48  | 287 | .143 |
| 14 | 東京海上ビッグブルー/東京海上日動ビッグブルー/ビッグブルー東京                                 | 10      | 0          | 10          | 1  | 0  | 1  | 5  | 148 | 46  | 102 | .311 |
| 15 | 広島銀行ブルーフレイムズ                                                                       | 4       | 0          | 4           | 0  | 1  | 0  | 2  | 56  | 23  | 33  | .411 |
| 16 | 日立戸塚レパード                                                                               | 3       | 3          | 0           | 0  | 0  | 0  | 0  | 63  | 16  | 47  | .254 |
| 17 | プレステージ・インターナショナル アランマーレ                                                  | 3       | 3          | 0           | 0  | 0  | 0  | 0  | 76  | 14  | 62  | .184 |
| 18 | 第一勧業銀行DKBハーティーズ                                                                    | 1       | 0          | 1           | 1  | 0  | 0  | 0  | 14  | 13  | 1   | .929 |
| 19 | 三井生命ファルコンズ                                                                           | 3       | 3          | 0           | 0  | 0  | 0  | 0  | 63  | 10  | 53  | .159 |
| 20 | 富士銀行ダイナミクス                                                                           | 1       | 0          | 1           | 0  | 0  | 0  | 0  | 14  | 7   | 7   | .500 |
| 21 | 姫路イーグレッツ                                                                               | 2       | 2          | 0           | 0  | 0  | 0  | 0  | 52  | 6   | 46  | .115 |
| 22 | 東京三菱銀行ゴールデンイーグルス                                                               | 1       | 0          | 1           | 0  | 0  | 0  | 0  | 14  | 1   | 13  | .071 |
| 23 | 三洋電機サンシャインズ                                                                         | 1       | 1          | 0           | 0  | 0  | 0  | 0  | 21  | 1   | 20  | .048 |
| 24 | 東北電力ジャックサンダース                                                                     | 1       | 0          | 1           | 0  | 0  | 0  | 0  | 15  | 0   | 15  | .000 |

### プレーオフ
最後に出場したチーム名を記した
| 順 | クラブ名                             | 出 | 優 | 準 | 三 | 四 | 試  | 勝 | 敗 | 勝率 |
| -- | ------------------------------------ | -- | -- | -- | -- | -- | --- | -- | -- | ---- |
| 1  | ENEOSサンフラワーズ                  | 23 | 17 | 3  | 2  | 1  | 119 | 91 | 28 | .765 |
| 2  | シャンソン化粧品 シャンソンVマジック | 19 | 3  | 4  | 4  | 6  | 80  | 36 | 44 | .450 |
| 3  | 富士通レッドウェーブ                 | 19 | 2  | 4  | 5  | 4  | 71  | 31 | 40 | .437 |
| 4  | トヨタ自動車アンテロープ             | 19 | 2  | 6  | 6  | 3  | 68  | 30 | 38 | .441 |
| 5  | デンソーアイリス                     | 13 | 0  | 3  | 6  | 3  | 41  | 14 | 27 | .341 |
| 6  | 日本航空JALラビッツ                  | 6  | 0  | 3  | 1  | 2  | 26  | 9  | 17 | .346 |
| 7  | 三菱電機コアラーズ                   | 8  | 0  | 1  | 0  | 1  | 18  | 5  | 13 | .278 |
| 8  | トヨタ紡織サンシャインラビッツ       | 8  | 0  | 0  | 0  | 0  | 14  | 4  | 10 | .286 |
| 9  | 東京羽田ヴィッキーズ                 | 2  | 0  | 0  | 0  | 0  | 4   | 1  | 3  | .250 |
| 10 | アイシン・エィ・ダブリュ ウィングス  | 2  | 0  | 0  | 0  | 0  | 3   | 0  | 3  | .000 |
| 11 | 日立ハイテク クーガース              | 5  | 0  | 0  | 0  | 0  | 5   | 0  | 5  | .000 |

## WJBLの主な試み

### ホームゲーム
WJBLではホームゲーム制度を導入し、レギュラーシーズンの一部の試合を一方のホームゲームとして開催している。
各チーム3～10試合程度ホームゲームが組まれ、本拠地が置かれる市町村での試合をホームタウンゲームとして行う。

### サマーキャンプ
WJBLでは「サマーキャンプ」と題したイベントを7月下旬頃に実施している。
このサマーキャンプではWJBL所属チームに加え、実業団連盟の強豪チームなどを招待し、5日間に渡り強化試合を組むとともに、バスケットボールクリニックなども開催し、選手・審判員の育成に加え地域振興も目的としている。
開催地は2年ごとに変わる。

### トライアウト
2004年より「WJBLトライアウト」と題して、新人選手の発掘を行っている。
国立代々木競技場第二体育館（2006年は東京体育館、2007年は日本航空体育館）にて9月（2005年は8月、2006年は12月）に開催され、高卒以上を対象としている。
定員は30名でおおよそ10~20名が参加。2004・05年は各2名がWJBL入りを果たしたが、2006年以降はWJBL加入に至った選手はいない。それもあってか2008年の参加はわずか8名であり、2009年は参加者が集まらず中止になった。2010年は12月20日に味の素ナショナルトレーニングセンターで開催された。

## 放送・配信
- NHK BS1で、数試合とプレイオフファイナル、セミファイナルを放送している。
- かつては注目カードをスカイ・A sports+での録画放送や、プレーオフ・セミファイナルの全試合をbjtvで放送していた時期もあり。ゲーブルテレビ局やNHK総合でローカル放送されたこともある。
- 2015-16シーズンから再開したオールスターゲームは、コロナで中止となった2020-21シーズン以外はBS-TBSが生中継を行っている。
- 2017-18シーズンから2020-21シーズンまではW-TVでインターネット全試合生配信を行っていた[25]。以前はWJBL CHANNELで配信していた。
- 2018-19シーズンはソフトバンクのライブ配信 (OTT) 「バスケットLIVE」（旧称スポナビライブ）で毎節1試合、プレーオフ全試合・オールスター戦を配信[26]。2019-20シーズンからは全試合配信している。ただしテレビ中継がある場合はディレイ配信。視聴にはYahoo!プレミアム登録が必要。
- 2021-22シーズンはW-TVに代わりSPOTV NOW（旧・SPOZONE）にて配信していた[27]。
- 2022-23シーズンより、バスケットLIVEにてオータムカップを含む全試合独占配信となる[28]。

## 課題
現在のバスケットボール女子日本リーグにおいて複数の課題が浮き彫りにされており、日本バスケットボール協会改革を主導するべく2015年に結成された国際バスケットボール連盟のタスクフォースにおいても提示されている。

### プロ化
バスケットボールのプロ化は国際的な流れであり、女子もまた例外ではない。しかしながらプロ化した男子に比べ、WJBLはプロリーグ化への動きが鈍い。プロ契約は男子同様1997年に解禁されたが、第1号は2007年の大神雄子（当時JOMO）まで待たなければならなかった。それでも、40年以上予選を突破してのオリンピック出場から遠ざかっている男子と違い、女子は1996年アトランタ大会と2004年アテネ大会、2016年リオデジャネイロ大会と、予選を突破して出場権を獲得し、ワールドカップ（旧世界選手権）にも出場を重ねている。そのため、女子バスケットボールのプロ化を求める声は男子ほどは出ていなかった。
一方で、韓国では既に韓国女子バスケットボールリーグ（WKBL）をプロ化するなどアジアでもプロリーグが次々と発足している。国内リーグがアマチュアのままである日本は強化で出遅れ、2006年世界選手権及び2008年北京オリンピック、2012年ロンドンオリンピックの出場を逃していた時期もあったが、アジア選手権で2013年大会から4連覇を達成し、2016年リオデジャネイロ、2021年東京と2大会連続で決勝トーナメント進出に成功している。
しかし、クラブレベルではかつて2002年から2008年まで行われていた日韓Wリーグチャンピオンシップでは日本の全敗に終わり、2013年のアジアWチャンピオンシップ、2017年の日韓クラブチャンピオンシップでも韓国が優勝しており、プロアマの差が表れていた。
元Bリーグチェアマンで現在はバレーボール・SVリーグチェアマンの大河正明は女子スポーツのプロ化に対する意見として「女子のほうがプロになりやすい。社員でも終わったら辞める人がほとんどだから、現役時代に給料を出せる選手にはもっと出してあげればいい」と語っている。
なお、国内における他の女子団体球技では2021年にサッカーのプロリーグであるWEリーグが発足され、SVリーグが2026年、ハンドボール・リーグHが2027年にもそれぞれ完全プロ化へ移行する予定である。

### 組織
日本国内のバスケットボールトップリーグは1999年より男女別組織となってはいるものの、WJBLと旧JBLは協会主催の元同一会場で試合を組むなど連携を図ってきた。しかし、その後プロリーグ化が進んだ男子がホーム・アンド・アウェー基本の日程を組むのと違い、Wリーグは実業団チームが中心であり、ほとんどの試合はリーグの主幹試合であるため連携が困難になった。一方で東京羽田や山梨QBなどクラブチームを中心に自主的なホームゲーム興業を行うチームも増えている。
所属チームについては、過去には大阪から三洋電機など西日本からもWリーグに参戦するチームがあったが、それらのチームの撤退後、一時期のWリーグはチームが関東から東海地方にまでしかなく、昇格も2004年のトヨタ紡織からしばらくなかった。2011年6月には、W1リーグ（2部）の所属チーム数が4チームにまで減少したことに伴い、Wリーグ（1部）と合体・統合した1部リーグ制に2012-13年シーズンから移行することが決まるなど、この頃の女子トップリーグは縮小傾向にあった。
近年は2021年のプレステージ・インターナショナルや2022年の姫路イーグレッツといった地方から新たにリーグに参入するチームが現れている。また、紀陽銀行のように将来のWリーグ入りを目指すと公言するチームも存在している。
ゲームのクオリティについて、上位チームと下位チームの対戦では実力差の大きさがスコアに現れている。これらを踏まえて2024-25シーズンより2部制を復活させることになった。

### 外国人解禁
旧日本リーグ女子時代には米国代表のアン・ドノバンなど外国人選手がプレーしていたが、前述の通り1992年シーズンを最後に外国人選手登録（日本帰化選手は除く）を廃止。その後、センターなど長身を要するポジションを中心に日本代表強化面で効果は現れている。
ところが、日本で教育を受けた河恩珠が2002年よりシャンソン化粧品でプレーするに当たり日本国籍取得を余儀なくされ、大韓協会とトラブルになるなど弊害も見られるようになった。
これを受けて2003年に日本帰化選手に加え、国内で教育を受けた選手に限り日本国籍を取得せず出場登録が可能になった。さらに2009年からは日本国籍取得申請中の選手に限り採用が認められ、2010-11シーズンから出場が認められるようになった。2017-18シーズンからは在留5年の条件付きで1チーム2人まで登録可となった。しかし、外国人排除の上でのナショナルチーム強化では身体能力の非常に高い欧米などの選手とのマッチアップの機会が大幅に限られている。身長制限などを設けた上で下位チームが外国人選手を獲得してリーグ内の戦力格差の解消などを促すために見直しを求める声も出ている。

### 二重登録問題と日本国外のリーグへの挑戦
WJBLでは所属選手が籍を残したまま他のリーグでプレーすること、すなわち「二重登録」を原則禁止している。
この二重登録についてはWJBLとシーズンが異なる米国・WNBAも例外ではない。
2006年に前述の河恩珠がロサンゼルス・スパークスでのプレーを希望した際、シャンソン化粧品と10年契約中であり、二重登録の解消が争点となっていた。しかしながら双方の主張が食い違い河はWNBAでのプレーはかなわずシャンソンも退団し帰国を余儀なくされた。
過去に萩原美樹子がWNBAでプレーした際は特例により認められた。大神雄子については国内プロ契約のため、WJBL・WNBAそれぞれのシーズンで契約を交互に行うことで二重登録にならないよう配慮されている。
他の競技ではバレーボールやアイスホッケーで所属チームに籍を置いたまま日本国外でプレーできる（いわゆるレンタル移籍）ようになっている。
Wリーグでは、海外リーグに挑戦する選手がWJBL登録規定に基づく特例選手に認定された場合、海外チームとの契約に至らなかったり、Wリーグ開催期間中に契約解除された場合は、Wリーグ選手登録期限後も元の所属チームにエントリーすることが可能になっている。

### 審判問題
2015年11月29日のシャンソン化粧品VSデンソー戦において、シャンソンが「審判が意図的にシャンソンに不利益な判定を行った」として損害賠償を求める訴訟を静岡地裁に起こしたことが明らかになった。
提訴自体は取り下げられたものの、原因究明のための機構による第三者委員会設立に至り、2016年5月16日に調査の結果を受けて機構はシャンソンに対して厳重注意処分を下した。
この問題は男子にも波紋を広げ、同年発足されるB.LEAGUEが「審判への提訴禁止」を盛り込むことを決めた。